# Unie van Rusland en Wit-Rusland
De Unie van Rusland en Wit-Rusland (Russisch: Союз России и Белоруссии [СРБ]; Sojoez Rossii i Beloroessii [SRB]), officieel Uniestaat van Rusland en Wit-Rusland (Союзное государство России и Белоруссии [СГРБ]; Sojoeznoje gosoedarstvo Rossii i Beloroessii [SGRB]) en ook wel kortweg Uniestaat (Союзное государство; Sojoeznoje gosoedarstvo) genoemd, is een supranationale entiteit die bestaat uit Rusland en Wit-Rusland. De Unie werd in 1996 opgericht. De Unie van Rusland en Wit-Rusland kreeg na 2007 wederom meer betekenis, maar de verdere integratie en geplande eenwording zijn vooralsnog onbekend. Inmiddels is de Euraziatische Economische Unie opgericht, een veel breder samenwerkingsverband.
De geopolitieke ligging van Wit-Rusland is niet onbelangrijk voor Rusland. Er wordt binnen de unie gestreefd naar een confederatie. Wit-Rusland neemt een bijzondere plaats in binnen de Europese landen van het vroegere Oostblok. Voor Rusland als kernland van het Gemenebest van Onafhankelijke Staten is Wit-Rusland een belangrijke vazalstaat, die eveneens grenst aan het territorium van de NAVO.

## Oprichting
Het idee voor een verregaande vorm van samenwerking werd op 2 april 1996 getekend, toen het Gemenebest van Rusland en Wit-Rusland werd opgericht. De basis van de unie werd precies een jaar later versterkt, toen op 2 april 1997 het Verdrag over de Unie tussen Wit-Rusland en Rusland werd getekend, waarbij de naam werd gewijzigd naar Unie van Wit-Rusland en Rusland. Verschillende verdragen volgden op 25 december 1998 met als doel grotere politieke, economische en sociale integratie te bewerkstelligen.
Ondanks deze verdragen bleef de precieze vorm van deze oorspronkelijk uitgedachte politieke entiteit erg vaag. Onder druk van zijn eigen politieke tegenstanders, die een hereniging van beide staten voorstonden, en met name onder druk van de Wit-Russische president Aleksandr Loekasjenko, creëerde de toenmalige Russische president Boris Jeltsin de huidige unie om zo de politieke en economische verschillen tussen beide staten te harmoniseren. Een soortgelijk voorstel was in 1994 naar voren geschoven door de Kazachse president Noersoeltan Nazarbajev, die voorzag in de oprichting van een "Euraziatische Unie", maar dit voorstel werd nooit serieus genomen. Op 8 december 1999 werd vervolgens het Verdrag over de Oprichting van een Uniestaat van Rusland en Wit-Rusland getekend. Het voornemen was om uiteindelijk te komen tot een federatie naar voorbeeld van de Sovjet-Unie; met een president, parlement, vlag, wapen, volkslied, grondwet, leger, staatsburgerschap, munteenheid en dergelijke. De huidige unie werd op 22 december 1999 goedgekeurd door de Russische Staatsdoema en op 26 januari 2000 volgde de Wit-Russische Nationale Vergadering. De laatste datum vormde tevens de officiële datum waarop het verdrag en de unie officieel in werking traden.

## Ontwikkelingen
Kort na de inauguratie leken beide staten hun oorspronkelijke enthousiasme voor de unie te hebben verloren. Zo liet in 2001 eerst Rusland en vervolgens Wit-Rusland de douanecontrole langs de gezamenlijke grens herstellen, waarmee de ingestelde douaneunie effectief van tafel was. Aanvankelijke plannen voor een gezamenlijke munteenheid werden verschillende malen uitgesteld in de jaren erop.
Beide landen behielden hun eigen nationale symbolen en kozen ook geen eigen symbolen (zelfs geen vlag) voor de nieuwe uniestaat. Wel werd een onofficieel unielied voorgesteld; het lied "Soevereine Unie van de Volken" (Russisch: Державный союз народов; Derzjavny sojoez narodov, Wit-Russisch: Дзяржаўны саюз народаў; Dzjarzjawny sajoez narodaw). Dit lied is afgeleid van het Volkslied van de Sovjet-Unie en verwijst naar een bredere unie tussen beide staten.
De reden voor het bekoelen van het enthousiasme was mede het feit dat Loekasjenko en de nieuwe Russische president Vladimir Poetin andere ideeën hadden over de unie. Loekasjenko wilde een sterke staat naar voorbeeld van de Sovjet-Unie met twee sterke leiders (Poetin en hijzelf), maar Poetin voelde er weinig voor om Rusland ondergeschikt te maken aan de unie en wilde zijn eigen beleid voeren, zonder bemoeienis van buitenaf. Daarbij kwamen zaken als het Wit-Russisch-Russisch gasconflict (en het Tweede Wit-Russisch-Russisch gasconflict) die de relatie tussen beide landen vertroebelden.
Aanvankelijk beloofde president Loekasjenko om een gezamenlijke munteenheid in te voeren per 1 januari 2004, maar dit werd vervolgens uitgesteld tot het jaar erop. Hetzelfde gebeurde in 2005, 2006 en 2007. En in 2007 kondigde de Nationale Bank van Wit-Rusland zelfs aan dat de Wit-Russische Roebel vanaf 1 januari 2008 zal worden gekoppeld aan de Amerikaanse Dollar in plaats van de Russische Roebel.
Beide landen hadden oorspronkelijk een omzetbelasting (btw) ingesteld om hiermee de uniestaat te financieren, maar vanaf 1 januari 2005 werd de btw weer ingezameld in het land van bestemming, zoals in de meeste andere landen. Hierdoor ontstond veel verwarring en de handel tussen beide landen raakte er behoorlijk door verstoord. Op 10 februari 2005 hielden ondernemers in Wit-Rusland gedurende 1 dag een waarschuwingsstaking, waarbij ze protesteerden tegen de nieuwe btw-constructie tussen beide landen, alsook tegen het economisch beleid van de autoritaire Loekasjenko.
Van 13 tot 14 december 2007 werd in Minsk een bespreking gehouden tussen de beide presidenten Loekasjenko en Poetin en de staatssecretaris van de unie Pavel Borodin, waardoor er opnieuw belangstelling van de media ontstond over een mogelijke voortzetting van de unie. Tijdens de bespreking kwamen onderwerpen aan bod als een unieparlement (dat eerder al gepland was, maar nooit werd gerealiseerd) en een oprichtingsdocument voor de unie, een document dat de autoriteit van de unie potentieel zou kunnen versterken. Volgens staatssecretaris Borodin werden vijf varianten van dit laatste document besproken tijdens de bijeenkomst, die elk een 7 tot 10 jaar durende overgangsperiode zouden inhouden, tijdens welke de unie vorm zou moeten krijgen. Tijdens de bijeenkomst werden daarnaast zaken rond handel en energie besproken.

### Omslag
Op 3 februari 2009 werd definitief een akkoord ondertekend, dat Rusland en Wit-Rusland binnen een korte termijn een gezamenlijk raketschild met kernwapens zullen bouwen in het westen van Wit-Rusland ter "verdediging van het luchtruim van de Uniestaat". Daarna volgde echter een omslag in de bilaterale betrekkingen. In mei 2009 boycotte Wit-Rusland een vergadering in Moskou over de oprichting van een snelle reactiemacht wegens een geschil over de invoer van zuivel. Een paar weken later werd een verscherping van de douanecontroles van kracht. Loekasjenko zocht daarop toenadering tot het westen en ontsloeg zelfs enkele oppositieleden uit de gevangenis. Ook werd na 13 jaar de douane opnieuw ingesteld aan de Wit-Russisch-Russische grens en trad Wit-Rusland toe tot het Oostelijk Partnerschap.

### Hernieuwde interesse
In september 2020 werd het verdrag nieuw leven ingeblazen. Loekasjenko kwam in de problemen door de aanhoudende demonstraties in het land. Op 14 september vond in Sotsji een ontmoeting plaats tussen Poetin en Loekasjenko. Naar aanleiding hiervan verklaarde Loekasjenko op de Wit-Russische televisie dat hij samen met Poetin tot de slotsom was gekomen dat 'wij een gemeenschappelijk vaderland hebben dat tientallen, ja driehonderd jaar bestaat, zich uitstrekkend van Brest tot Vladivostok'.